# Francisco Laso de la Vega

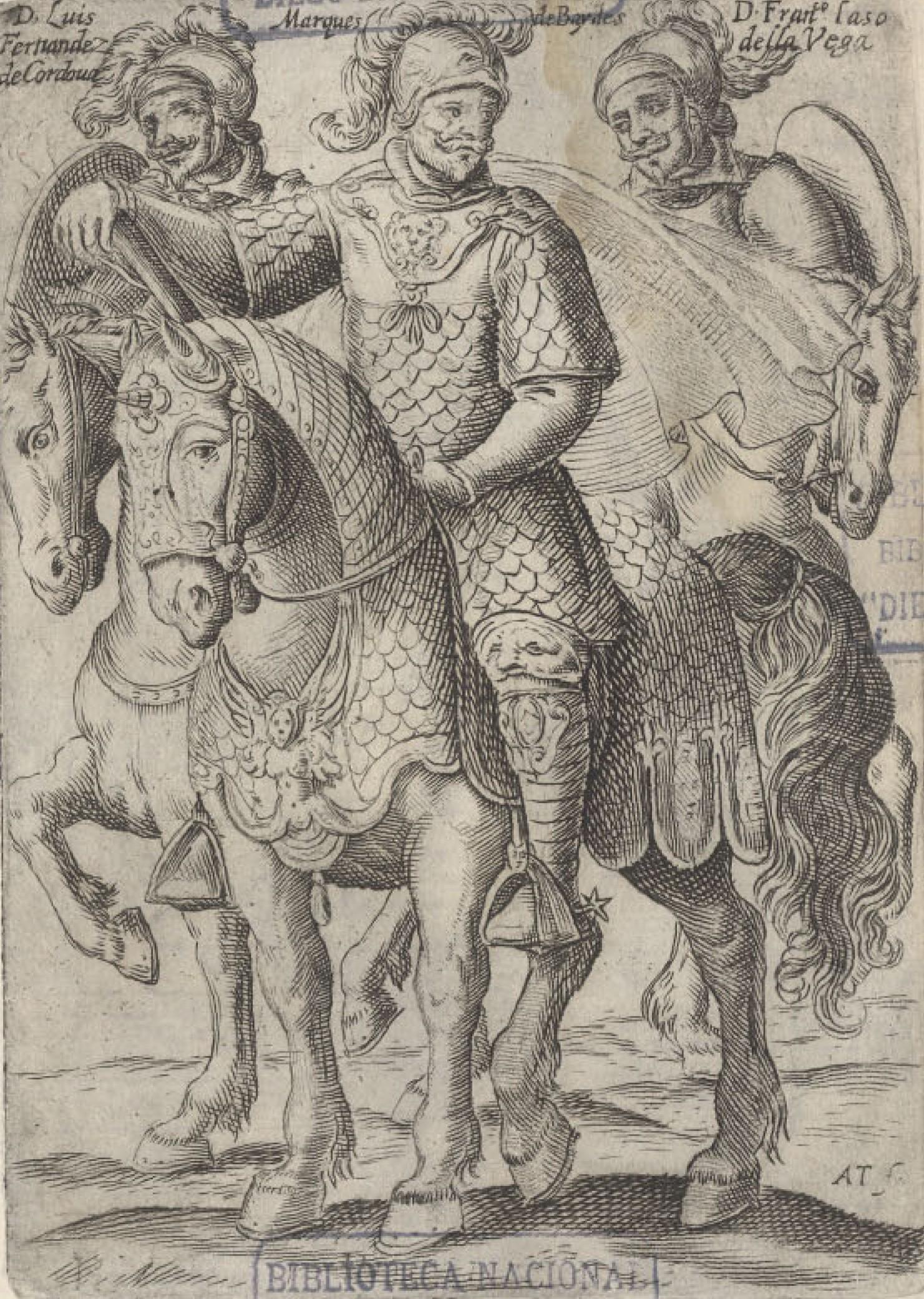
Los gobernadores Luis Fernández de Córdoba y Arce, Francisco López de Zúñiga, marqués de Baides, y Francisco Laso de la Vega, según la obra del padre Ovalle.

Francisco Laso de la Vega Alvarado (Secadura, Cantabria, 1586-Lima, Perú, 25 de julio de 1640) fue un militar español y gobernador de Chile entre diciembre de 1629 a mayo de 1639.

## Infancia, juventud y Participación en Flandes
Hijo de Garcí Laso de la Vega y María de Alvarado. Nació en el pueblo de Secadura, en Cantabria alrededor del 1586. Empezó a servir a la Armada Real del Mar Océano, en 1606. Pasó a Flandes, donde estuvo 16 años y donde tuvo una destacada participación. Ascendió a capitán y estuvo en la rendición de Breda. El 25 de octubre de 1623 ingresó en la Orden de Santiago. En 1625 volvió a España y a fines de año se le nombró gobernador de Jerez de la Frontera, pero por las mismas fechas murió el gobernador de Chile Pedro Osores de Ulloa y el rey Felipe IV  decidió nombrar a un militar destacado para sucederlo. El 16 de marzo de 1628 nombra a Laso de la Vega como gobernador de Chile.

## Gobernador de Chile
El gobernador designado empezó a entrevistar a personas que habían estado en la guerra. Tras esto partió a Perú con el nuevo virrey del Perú, Luis Jerónimo Fernández de Cabrera y Bobadilla, conde de Chinchón, llevando consigo 300 mosquetes, 200 arcabuces, 200 picas y 200 coseletes y la misión de reunir el mayor número de soldados posibles. Llegaron a Paita el 28 de octubre de 1628, desde ahí siguieron a Lima el 14 de enero del año siguiente. Allí comenzó a reclutar tropas para ir a Chile, pero le resultó muy difícil por las noticias del desastre de Las Cangrejeras y la supuesta alianza entre holandeses y mapuches. 
Logró reunir 500 hombres, el 12 de noviembre zarpó a Chile, llegando a Concepción el 22 de diciembre. Su primer acto fue levantar todas las injurias contra su predecesor Pedro Osores de Ulloa, lo que le ganó el apoyo del ejército, que estaba totalmente desmoralizado y desabastecido. Con gran energía solucionó los problemas de víveres.

### Batalla de Pilcohué
Laso de la Vega reunió fuerzas en Concepción para sus campañas en el verano de 1630 y mientras estaba en el fuerte de Arauco, el 24 de enero, por indios amigos se supo que 5000 guerreros al mando de Butapichón estaban en las cercanías. El maestre de campo y comandante del fuerte, Alonso de Figueroa y Córdoba, tenía órdenes estrictas del gobernador de rechazar y alejar lo antes posible al enemigo, pero sin dividir las fuerzas ni comprometerse en persecuciones lejanas. 
En cuanto supo del avance enemigo, de Figueroa y Córdoba mandó al capitán Juan Morales con 15 españoles y 100 yanaconas a atacar la avanzada mapuche y espiar al grueso de su fuerza, pero no entrar en el desfiladero de Don García. Como no volvió el capitán, Alonso de Figueroa y Córdoba avanzó con 150 jinetes y 250 infantes con una avanzada de yanaconas. Ambas vanguardias trabaron batalla y para auxiliarlos Figueroa y Córdoba se adelantó con la caballería, la infantería quedó atrás y redobló el paso para alcanzarlos. 
Córdoba logró derrotar a los mapuches y se enteró de que Morales había cruzado el desfiladero al valle de Pilcohué y creyó que debía de estar enfrentando al grueso del ejército mapuche por lo que entró en el paso, siendo emboscado en cuanto llegó al valle. Los mapuches los atacaron con fuerza contra el estrecho paso, impidiéndoles retroceder o traer refuerzos. Solo la llegada de Morales, quien pasó por el valle sin resistencia por un paso distinto y volvía de su exploración, impidió una masacre (Butapichón había cometido el error de no acabar con Morales cuando se encontraba aislado), este atacó el flanco mapuche desarticulando su ataque.
Los mapuches fueron rechazados cuando llegó finalmente la infantería, y Figueroa y Córdoba ordenó volver al fuerte a pesar de que los capitanes Ginés de Lillo y Alonso Bernal deseaban perseguir a los indígenas, terminando rodeados y apenas lograron salvarse. Murieron o fueron capturados 43 españoles.
La batalla estuvo a punto de ser una masacre y se consideró un mal presagió para el nuevo gobernador.

### Batalla de Los Robles
A mediados de marzo el gobernador partió de Yumbel con 400 españoles y 100 indios auxiliares hacía Purén. El 14 de mayo acamparon en un sitio llamado Los Robles, sufriendo un asalto sorpresa por los indígenas que atacaron desde tres puntos distintos, iniciándose una feroz batalla que costo la vida de 20 españoles, que sin embargo, lograron contener a los mapuches. Al llegar la noche la lucha terminó y los indígenas se retiraron con varios prisioneros y dejando a 40 españoles heridos.
Tras la batalla Laso de la Vega optó por organizar un gran ejército con el cual derrotar a los mapuches.

### Batalla de La Albarrada
En enero de 1631 el gobernador contaba con 1750 hombres y se estableció en el fuerte de Arauco, cerca de ahí logró su mayor victoria contra los caciques Butapichón y Quepuantu. Victoria muy celebrada en América y España pero que no logró ser decisiva.

### Campañas posteriores
Al notar el gobernador que no podría someter en una sola gran batalla a los indígenas aceptó que tendría que derrotar uno por uno a los diversos caciques. 
En el invierno de 1631 el maestre de campo Fernando de Cea emboscó con sus yanaconas en el valle de Elicura a Quepuantu quién marchaba con 50 guerreros, en el combate murió Longo, hijo de un cacique amigo. Quepuantu escapó para morir en un duelo ante Loncomilla, quien fue derrotado y muerto con 600 de sus guerreros en batalla.
Se estimó en 600 mapuches, los capturados durante el invierno. Mientras Butapichón reunió una gran fuerza pero no presentó batalla, Laso de la Vega salió a perseguirlo con 1800 hombres desde Yumbel, los indígenas desaparecieron de su camino y aparecieron en su retaguardia cuando se alejó, atacando guarniciones pequeñas. 
El gobernador acampó en Tucapel y envió al maestre de campo Fernández Rebolledo a atacar aldeas indígenas. Ambos se enfrentaron en Quillén donde capturaron 250 prisioneros y 6000 cabezas de ganado. A fines de diciembre llegó a La Imperial con 500 prisioneros, 1000 caballos y 12000 cabezas de ganado recuperadas, reportó haber matado 160 mapuches, 60 solamente se pacíficaron. 
Su expedición terminó por tener que ir a ayudar a someter la rebelión de los calchaquíes en el Cuyo.
Entre 1633 y 1634 lanzó nuevas campañas. Cedió tierras en la frontera a 30 000 indios pacificados, pero estos empezaron a sublevarse cuando entraron en contacto con los mapuches no sometidos. Por ello el sistema de tasas, con el cual los indígenas capturados podían recuperar su libertad por medio del trabajo que le recomendaron los jesuitas fracasó. La escasez de mano de obra hispano-criolla, junto a los pocos recursos que recibía de Perú y España, motivó la cancelación de su proyecto de aumentar el ejército a 2200 soldados, más miles de yanaconas y tener milicias de 2000 vecinos en todo el país.

## Últimos años
El 12 de diciembre de 1636 vence y captura al cacique Naucopillán en Angostura, asegurando la zona entre el río Biobío y Angol, entonces refundó la ciudad el año siguiente, enfermo se retiró a Concepción y dejó Angol a cargo del sargento mayor Alfonso de Villanueva Soberal.
Fue sucedido por el Marqués de Baides en mayo, permaneciendo en Santiago hasta que este toma posesión oficial del cargo el 22 de septiembre. Desde ahí parte hacia Lima por ayuda médica, ciudad en la que fallece el 15 de julio de 1640.
Se considera que fue el más importante de los gobenadores de Chile del siglo XVII. Su victoria en La Albarrada fue la mayor victoria española en América de ese siglo, y aunque se considera que no impidió la gran insurrección mapuche, que se venía gestando a causa de la captura de esclavos con sus campañas, al menos la retrasó hasta 1655.